# Eugène Traey
Eugène baron Traey, né en exil de guerre le 11 avril 1915 à Amsterdam et mort le 28 mai 2006 à Edegem, est un musicien belge flamand, président du jury du Concours musical international Reine Élisabeth de Belgique de 1981 à 1995.
Il entama des études au Koninklijk Vlaams Conservatorium à Anvers. Il compléta sa formation auprès de pianistes et pédagogues étrangers tels que Robert Casadesus à Paris et Walter Gieseking en Allemagne. Il travailla comme pianiste avec entre autres les violonistes Jean Laurent et Arthur Grumiaux. 
À partir de 1960 il forma un duo au piano avec Frédéric Gevers.
Dès 1947, il enseigna le piano au Koninklijk Vlaams Conservatorium à Anvers (Jos van Immerseel fut un de ses élèves). 
De 1968 à 1980, il fut directeur de cette institution.
Il fut aussi membre du jury d'autres concours musicaux internationaux, tel le Concours international Tchaïkovski à Moscou[réf. souhaitée].
Il fut élevé au rang de baron par le roi Albert II de Belgique en 2001.